# 3880 Kaiserman
3880 Kaiserman (1984 WK) là một tiểu hành tinh vành đai chính bên trong được phát hiện ngày 21 tháng 11 năm 1984 bởi E. Shoemaker và C. Shoemaker ở Palomar.